# Książę Albany
Książęta Albany 1. kreacji (parostwo Szkocji)
- 1398–1406: Robert Stewart, 1. książę Albany
- 1406–1425: Murdoch Stewart, 2. książę Albany

Książęta Albany 2. kreacji (parostwo Szkocji)
- 1458–1485: Aleksander Stewart, 1. książę Albany
- 1485–1536: Jan Stewart, 2. książę Albany

Książęta Albany 3. kreacji (parostwo Szkocji)
- 1541–1541: Artur Stewart, książę Albany

Książęta Albany 4. kreacji (parostwo Szkocji)
- 1565–1567: Henryk Stuart, lord Darnley
- 1567–1567: Karol Jakub Stuart, książę Rothesay

Książęta Albany 5. kreacji (parostwo Szkocji)
- 1603–1625: Karol Stuart, książę Albany

Książęta Albany 6. kreacji (parostwo Szkocji)
- 1660–1685: Jakub Stuart, książę Albany

Książęta Albany 7. kreacji (parostwo Zjednoczonego Królestwa)
- 1881–1884: Leopold, książę Albany
- 1884–1919: Karol Edward, książę Albany